# Runcinia kinbergi
Runcinia kinbergi es una especie de araña cangrejo del género Runcinia, familia Thomisidae. Fue descrita científicamente por Thorell en 1891.

## Distribución
Esta especie se encuentra en Asia: Birmania, India e Indonesia.

## Tratamiento taxonómico
La especie aparece registrada y publicada en Spindlar från Nikobarerna och andra delar af södra Asien. Kongliga Svenska Vetenskaps–Akademiens Handlingar 24(2): 1–149.